# Badia de Portbou
La badia de Portbou és una badia de la mar Mediterrània situada a la costa de l'Alt Empordà, a l'extrem nord de la Costa Brava, entre el cap de Portbou i la punta del Claper. Al fons de la badia hi ha la vila de Portbou.
Envoltada de muntanyes, amb la costa rocosa i escarpada, la badia ofereix abric dels temporals de llevant i de tramuntana, pel que ja d'antic era refugi de pescadors. Està flanquejada al nord per la platja del Pi i la platja de les Tres Platgetes, al centre hi ha la platja Petita i la platja de Portbou, on desemboca la riera de Portbou, davant de la població, i al sud hi ha el Port de Portbou.
L'origen del nom de la badia, encara en discussió, pot venir dels vaixells de pesca d’arrossegament que s'hi refugiaven, coneguts com a 'bous'; o dels penya-segats marins de la costa, els 'bous' o baus', d'aquí el nom de 'Bou Follit' entre Portbou i Cervera; també cal considerar els 'bous marins', la foca mediterrània i de la qual queden encara coves amb el seu nom; i finalment, en plànols dels segles XV al XVII, apareix la badia de Portbou com a 'Port Bo'.